# 커피의 사회학

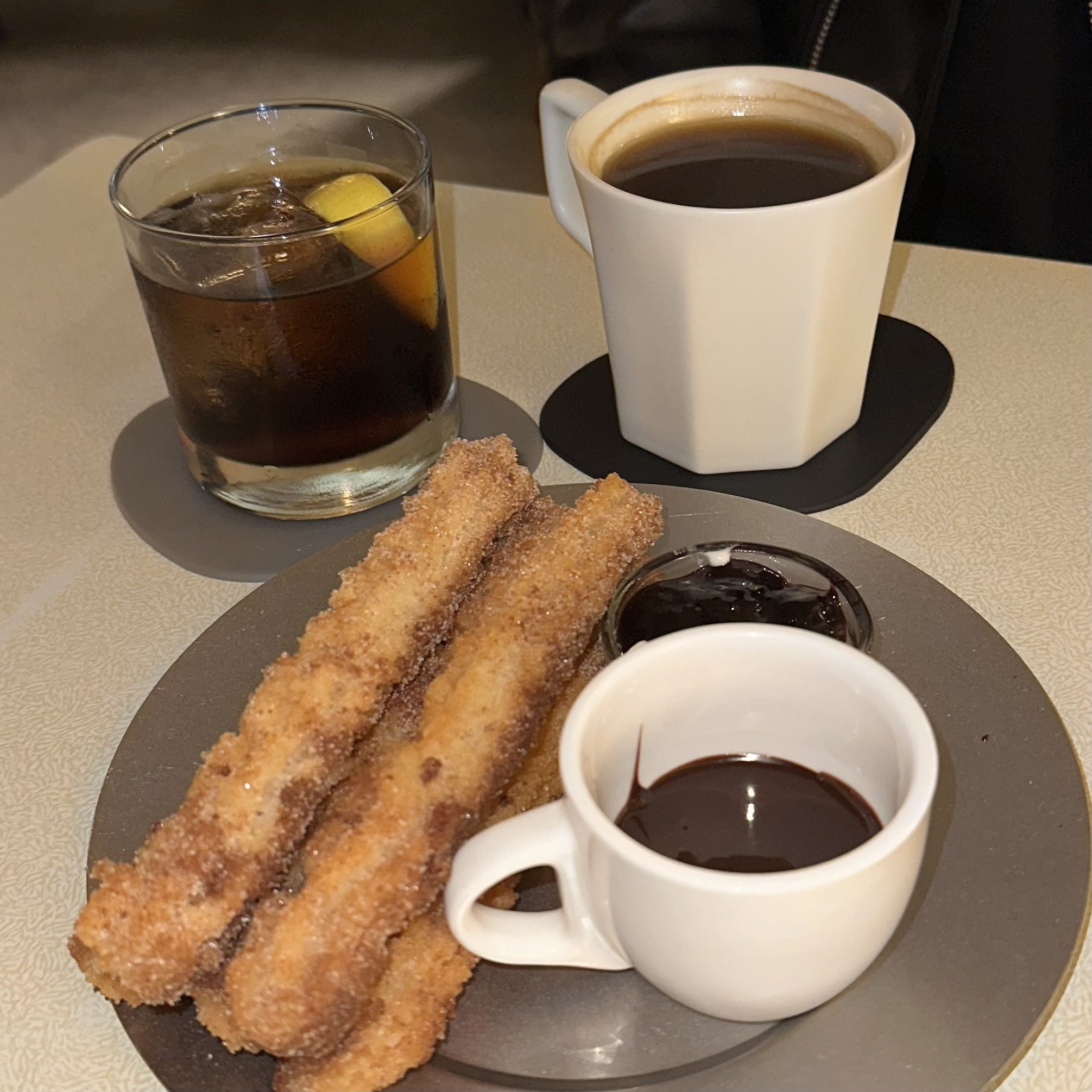

커피의 사회학을 이해하기 위해서는 사회학적 상상력을 먼저 알아야 한다.

## 사회학적 상상력
사회학적 상상력은 미국의 사회학자 C. 라이트 밀스(C. Wright Mills)에 의해서 만들어진 용어이다.
사회학자들 사이에서도 사회학적 상상력에 대한 정의가 다소 차이를 보였지만 "개인적인 경험과 보다 넓은 사회 사이의 관계에 대한 인식"으로 정의했다고 결론을 지었다.
개인이 자신의 인생사가 역사적인 과정의 결과이고 더 큰 사회적 맥락에서 이것이 발생하는 방식에 대한 깊은 이해를 발전시키는 것이 사회학적 상상력이다.
쉽게 말해, 보다 넓은 관점으로 우리 주변에서 일어나는 일들을 바라보는 것이다.

## 정의
커피의 사회학은 커피와 관련된 다양한 사회문화적 현상을 체계적으로 연구하는 사회학의 한 분야이다. 이 분야는 커피 생산, 유통, 소비 과정에서 나타나는 여러 사회적 맥락과 의미를 탐구한다. 커피 산업의 착취적 노동 구조, 공정무역 운동, 커피 소비 공간의 사회문화적 기능과 의미, 커피 취향과 정체성의 관계, 글로벌 커피 문화와 로컬 문화의 상호작용 등 다양한 주제를 다룬다.
사회학자들은 커피를 단순한 기호식품이 아니라 자본주의적 생산과 소비 체계, 계급과 계층화, 문화 실천 등의 사회적 코드로 간주한다. 따라서 커피를 통해 현대사회의 착취와 불평등 구조, 정체성 형성과 계층화 양상, 글로벌화와 로컬리티의 갈등 등을 조명할 수 있다. 동시에 커피 취향 형성 과정, 커피 공간의 장소성과 문화적 의미, 물질성과 감각성 등 다양한 사회문화적 측면도 연구 대상이 된다.
궁극적으로 커피의 사회학은 일상적인 기호식품인 커피를 통해 현대사회를 종합적으로 이해하고자 하는 것이다. 커피라는 소재를 매개로 일상생활, 물질문화, 자본주의, 세계화 등 폭넓은 주제를 아우르는 관점을 제시한다. 이를 통해 커피가 지닌 사회문화적 중요성과 의미를 심층적으로 탐구할 수 있다.

## 연구 배경
14세기 예멘에서 기원한 커피 음용 문화는 16세기 유럽으로 전파되며 대중화되기 시작했다.
18세기 계몽주의 시대에는 커피하우스가 지식인과 시민들의 공론장 역할을 하면서 커피가 근대 문화와 시민정신의 상징이 되었다.
19세기 산업화로 커피가 보편적 기호식품이 되었고, 20세기 초 진공 포장 기술의 발달로 커피 시장이 더욱 확대되었다.
스타벅스 등 커피 전문점 체인의 등장과 1990년대 '제3의 물결(Third Wave)' 운동은 커피 문화에 새로운 전기를 마련했다. 최근 고급 스페셜티 커피, 수공예 로스팅, 바리스타 문화 등이 유행하면서 커피에 대한 관심과 담론이 증가하고 있다.

## 연구 주제
- 커피의 생산과 무역

커피 생산 과정의 착취적 노동 구조, 농장 노동자의 열악한 처우, 저개발국가의 커피 농업 실태 등을 다룬다. 또한 커피 무역과 가치사슬, 세계 커피 시장의 권력 관계, 공정무역 운동 등을 연구한다. 커피 생산이 식민지 유산과 어떤 관계가 있는지도 중요한 주제이다.
- 커피의 소비 공간과 문화

커피하우스, 카페 등 커피 소비 공간의 사회문화적 기능과 의미, 장소성을 살펴본다. 커피 소비 공간이 계급, 젠더, 인종 등에 따라 어떻게 분화되고 위계화되는지 분석한다. 또한 커피 소비 문화가 어떻게 형성되고 변화하는지, 그 사회적 맥락은 무엇인지 탐구한다.
- 커피와 정체성, 취향

커피 취향과 소비 실천이 계급, 문화자본, 라이프스타일과 어떤 관계가 있는지 연구한다. 커피 취향 형성 과정과 그 사회적 의미, 취향 게임과 구별 짓기 등을 분석한다. 커피를 통해 현대인의 정체성이 어떻게 구성되고 재현되는지 살펴본다.
- 글로벌 커피 문화와 로컬리티

스타벅스 같은 글로벌 커피 브랜드가 어떻게 지역화되고, 지역 커피 문화와 상호작용하는지 다룬다. 글로벌 커피 자본과 지역 문화 간 갈등과 협상, 문화 동화와 하이브리드화 양상 등을 연구한다. 또한 글로벌 커피 문화가 지역의 전통 커피 문화에 어떤 영향을 미치는지도 주요 관심사이다.
사회학자들은 일상적 기호식품인 커피를 매개로 현대사회의 착취와 불평등 구조, 자본주의적 생산/소비 관행, 정체성과 계층화 양상 등을 조명한다. 동시에 다양한 커피 문화의 의미와 기능, 미학과 취향 등을 분석하여 그 사회문화적 중요성을 규명하고자 한다. 커피라는 소재를 통해 일상생활, 물질문화, 자본주의, 세계화 등 폭넓은 주제를 아우르는 종합적 시각을 제공한다.

## 참고문헌
- 사회학적 상상력
- C. Wright Mills, "The Sociological Imagination"
- 현대사회학, Anthony Giddens